# Sztos (ścieżka dźwiękowa)
Muzyka do filmu Sztos – album ze ścieżką dźwiękową do debiutu reżyserskiego Olafa Lubaszenki.

## Lista utworów
1. "Pamiętny Merta (Przykrywanie gałązkami/A nuż Bóg istnieje)"
2. "Kontredans II"
3. "Doxy II"
4. "Kontredans III"
5. "Senna I"
6. "Etno II"
7. "Senna II"
8. "Zdrowy Kołłątaj I"
9. "Pływaj obok mnie"
10. "Chory Kołłątaj"
11. "Zdrowy Kołłątaj II"
12. "Widziałem, widziałem"
13. "Komu się poskarżyć"
14. "To coś"

Utwory 1-11 nagrane przez Miłość, 12-14 przez Tymon i Trupy.

## Twórcy
Miłość:
- Mikołaj Trzaska – saksofon altowy, sopranowy, klarnet basowy
- Maciej Sikała – saksofon tenorowy i sopranowy
- Lesław Możdżer – fortepian
- Ryszard Tymon Tymański – kontrabas, lider
- Jacek Olter – perkusja

Tymon i Trupy:
- Ryszard Tymon Tymański – wokal, gitara, lider
- Mikołaj Trzaska – saksofon altowy, sopranowy, klarnet basowy
- Tomasz Hesse – gitara basowa
- Jacek Olter – perkusja
- Tomasz Gwinciński – gitara
- Lesław Możdżer (gościnnie) – keyboard
- Maciej Sikała (gościnnie) – saksofon tenorowy